# Harpandrya aeola
Harpandrya aeola är en fjärilsart som beskrevs av Felix Bryk 1913. Harpandrya aeola ingår i släktet Harpandrya och familjen tandspinnare. Inga underarter finns listade i Catalogue of Life.